# NK Slavonac Pribiševci
NK Slavonac je nogometni klub iz Pribiševaca u općini Đurđenovac nedaleko Našica u Osječko-baranjskoj županiji.
NK Slavonac je član Nogometnog središta Našice te Nogometnog saveza Osječko-baranjske županije. Klub trenutno ima samo seniorsku ekipu u natjecanju.
NK Slavonac osnovan je 1973.
Trenutačno se klub od jeseni 2017. nalazi u stanju mirovanja.

## Vanjske poveznice
- http://www.nogos.info/  Arhivirana inačica izvorne stranice od 22. svibnja 2016. (Wayback Machine)